# An Indian Love Story (film 1911)
An Indian Love Story è un cortometraggio muto del 1911 diretto da Fred J. Balshofer (non confermato).

## Produzione
Il film fu prodotto dalla Bison Motion Pictures e dalla New York Motion Picture.

## Distribuzione
Distribuito dalla Motion Picture Distributors and Sales Company, il film - un cortometraggio in una bobina - uscì nelle sale cinematografiche USA il 18 agosto 1911.